# 南京视觉艺术职业学院
南京视觉艺术职业学院是位于江苏省南京市的一所民办全日制普通专科学校，主要专业为摄影摄像、影视、播音、音乐、建筑、广告、室内设计等。

## 历史
- 1999年，建立南方摄影学院。
- 2005年4月，建立南京视觉艺术职业学院。

## 专业设置
- 传媒学院
- 设计学院
- 文体学院